# Desterritorialización
La desterritorialización se refiere a la pérdida de territorio, pugnas de poder

## Desterritorialización
Se dice que en los antiguos tiempos  a la pérdida de territorio, cuando no te dan la parte de terreno que se te heredo, pugnas de poder; donde te condena a vivir en sitios indiferenciados, donde se rompe toda relación con la historia y la memoria de los lugares, donde existe una amnesia territorial, que puede significar extrañeza y desculturización.
A su vez es la transgresión progresiva del conjunto de limitantes territoriales que genera una ignorancia creciente de la relación primordial que liga el establecimiento humano con su entorno.
Donde simplemente queda el territorio como un simple soporte que responde a las necesidades de la sociedad.
Néstor García Canclini explica que es la pérdida de la relación "natural" de la cultura de los territorios geográficos y sociales. y, al mismo tiempo ciertas relocalizaciones territoriales relativas, parciales, de las viejas y nuevas producciones simbólicas.
La desterritorialización también surge por las diversas migraciones emergentes de un territorio a otro, donde muchas veces estos migrantes dejan atrás sus usos y costumbres, adaptando su identidad, reconstruyendo todo nexo con su región de origen, adoptando nuevas costumbres y formas de vida a las que el ya conoce, donde estos residen.
Pero también se da la desterritorialización en el orden local, emergente como una consecuencia de la economía globalizada, que ha impulsado el consumismo, que se ve reflejado sobre todo en la incorporación a los medios masivos de comunicación el tipo de publicidad que transmite mensajes consumistas. En consecuencia se han creado “culturas juveniles” o “tribus urbanas” (por ejemplo: Cosplay, Góticos, etc.), que se caracterizan por formas de vestir determinadas, cierto tipo de música, símbolos y otros; muchas veces olvidando su historia y costumbres, adoptando estereotipos de otras regiones.  

### Reterritorialización
Tendencia a la recuperación y el fortalecimiento de las identidades y valores territoriales locales, reterritorializa, recupera el vínculo con su historia, usos y costumbres, sin importar el lugar que se encuentre una persona.

### Territorio
El territorio es el espacio material (físico, psicológico) que precisa una determinada especie para garantizar su supervivencia; el establecimiento de los límites de dicho espacio responderá a lo que determinen los intereses de la especie en cuestión. Los estudiosos del comportamiento de las especies animales le denominan instinto territorial. Desde una perspectiva sociológica, el territorio ha sido definido como la parcela geográfica que sirve de hábitat exclusivo a un grupo de seres humanos o a un individuo. 
“Decimos de manera exclusiva, porque el grupo del individuo tiende a mantener celosamente su derecho a evitar y explorar esa área geográfica sin interferencias por parte de otro grupo o de otros individuos” (Alvarez 1988: 2229)